# Werner Schäfer
Werner Schäfer (Herne, Alemanha, 9 de março de 1912 – Tübingen, 25 de abril de 2000) foi um virologista alemão, que fundou em Tübingen após a Segunda Guerra Mundial uma escola de virologia.
Recebeu o Prêmio Carus de 1957, o Prêmio Emil von Behring de 1962, o Prêmio Aronson de 1972, o Prêmio Paul Ehrlich e Ludwig Darmstaedter de 1978 e a Medalha Robert Koch de 1991. Foi eleito membro da Royal Society of Medicine (1959) e da Academia Leopoldina (1969).
Um dos seus alunos foi Rudolf Rott.